# 764 Gedania
764 Gedania este un asteroid din centura principală, descoperit pe 26 septembrie 1913, de Franz Kaiser.